# Phong Yên Nhiên sơn minh

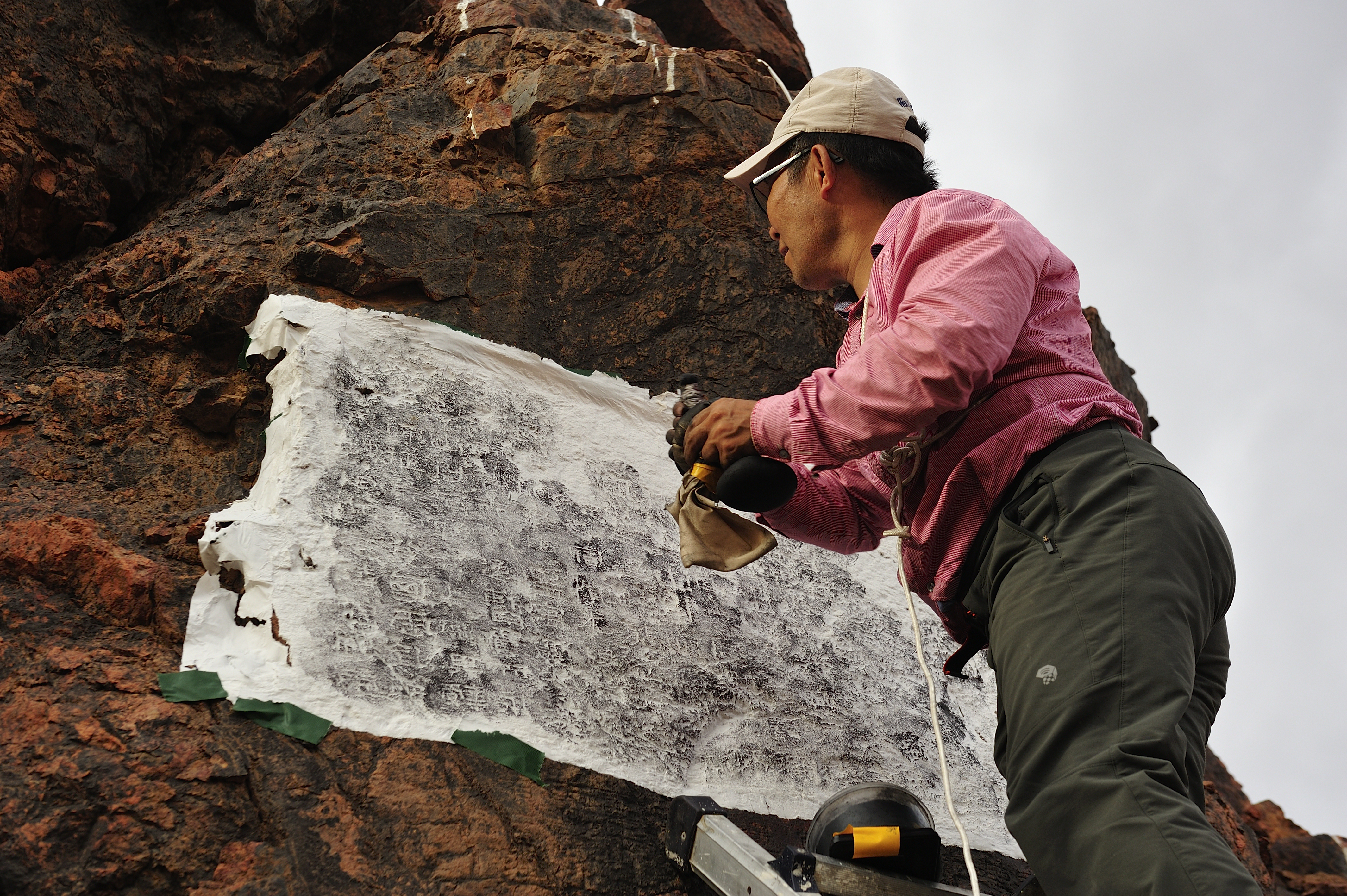
Bài minh trên đồi Baruun Ilgen ở phía nam dãy núi Inil (Delgerkhangai)

Phong Yên Nhiên sơn minh (chữ Hán: 封燕然山銘; tạm dịch: "Bài minh về buổi tế lễ trên núi Yên Nhiên"), còn được gọi là Yên Nhiên lặc thạch (燕然勒石), là một bài văn bia do Ban Cố thời Đông Hán sáng tác, được tướng quân Đậu Hiến khắc lên vách đá ở dãy núi Yên Nhiên vào năm 89, nhằm kỷ niệm chiến thắng trước quân Hung Nô. 
Năm 89, Đậu Hiến đại phá Bắc Hung Nô tại núi Yên Nhiên. Bắc Hung Nô chịu tổn thất nghiêm trọng trong cuộc tấn công này, và hai năm sau bị Đậu Hiến truy diệt hoàn toàn, buộc phải di cư về phía Tây. Ba mươi năm sau, Thiền vu cuối cùng của Bắc Hung Nô là Phùng Hầu bị đánh bại và đầu hàng, chấm dứt hoàn toàn ảnh hưởng của Bắc Hung Nô tại Trung Quốc.
Bài Phong Yên Nhiên sơn minh được ghi chép toàn văn trong cuốn Hậu Hán thư, bộ sử chính thức biên soạn vào thế kỷ thứ 5. Vào năm 2001, bài văn bia này đã được các nhà nghiên cứu phát hiện tại khu vực đồi Baruun Ilgen, nằm về phía nam núi Inil/Inel (còn gọi là núi Khangai), thuộc Delgerkhangai, tỉnh Dundgovi, miền trung Mông Cổ.

## Bối cảnh lịch sử

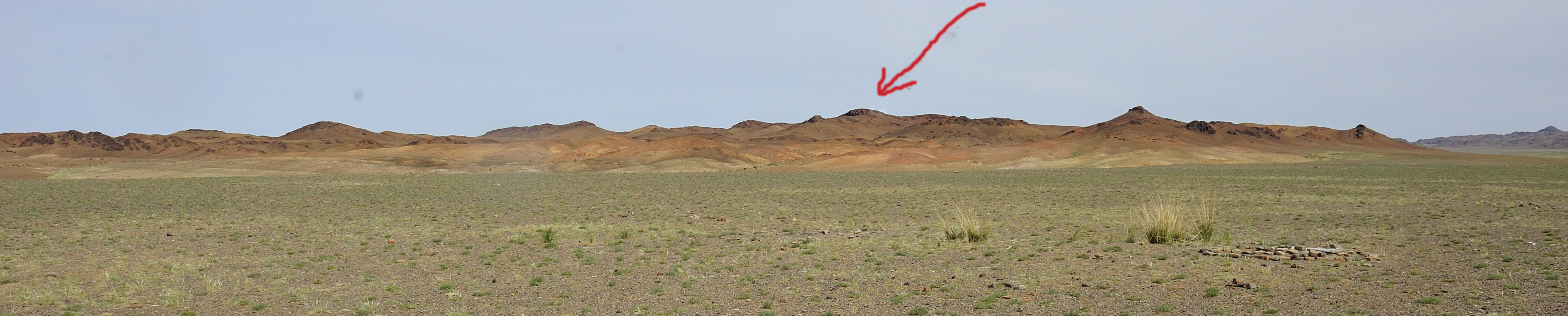
Toàn cảnh đồi Baruun Ilgen ở phía nam dãy núi Inel (Yên Nhiên)

Năm 88, Bắc Hung Nô rơi vào hỗn loạn do nạn đói, nhiều bộ tộc liên tiếp đầu hàng nhà Hán. Đến năm 89, Đậu Hiến vì phái người ám sát sủng thần của Đậu thái hậu mà phạm tội, sợ bị xử tử nên xin xuất quân đánh Bắc Hung Nô để chuộc tội. Lúc này, Thiền vu Nam Hung Nô cũng thỉnh cầu nhà Hán phát binh đánh Bắc Hung Nô. Tháng 6, Đậu Hiến được phong làm Xa kỵ tướng quân, cùng Kim ngô úy Canh Bỉnh làm phó tướng, mỗi người lĩnh 4.000 kỵ binh, kết hợp với quân Nam Hung Nô, Ô Hoàn, Khương Hồ, tổng cộng hơn 3 vạn quân.
Đậu Hiến phái hơn một vạn tinh binh đại phá Bắc Hung Nô tại núi Kê Lạc (nay là núi Ngạc Bố Căn thuộc Mông Cổ), buộc Bắc Thiền vu phải chạy trốn. Đậu Hiến và Canh Bỉnh tiếp tục truy kích, tiến sâu vào sa mạc Hán Hải hơn 3.000 dặm (khoảng hơn 1.500 km), vượt qua cửa ải Kê Lộc (nay là hẻm núi Hả Long Cách Nại, cách huyện Đăng Khẩu, Nội Mông, 70 km về phía tây bắc). Quân Nam Thiền vu xuất quân từ Mãn Di Cốc (nay là phía bắc thành phố Bao Đầu, Nội Mông), trong khi Độ Liêu tướng quân Đặng Hồng xuất quân từ Trù Dương ải (nay là Cố Dương). Tổng cộng khoảng 50.000 kỵ binh từ ba hướng hội quân tại núi Trác Tà (nay là dãy núi phía đông dãy Altai), đại phá quân Bắc Hung Nô tại núi Kê Lạc. Họ tiến đến hồ Đồ Thân Hải (nay là hồ Uvs Nuur, Mông Cổ), giết hơn 13.000 người, bắt sống vô số. Hơn một triệu gia súc bị tịch thu và 81 bộ lạc lớn nhỏ nhỏ, tổng cộng hơn 200.000 người, đầu hàng nhà Hán. Sau khi vượt biên giới hơn 3.000 dặm, quân Hán lên núi Yên Nhiên (nay là dãy Khang Ai, Mông Cổ), Đậu Hiến yêu cầu cho Ban Cố viết một bài văn nhằm kỷ niệm chiến công.

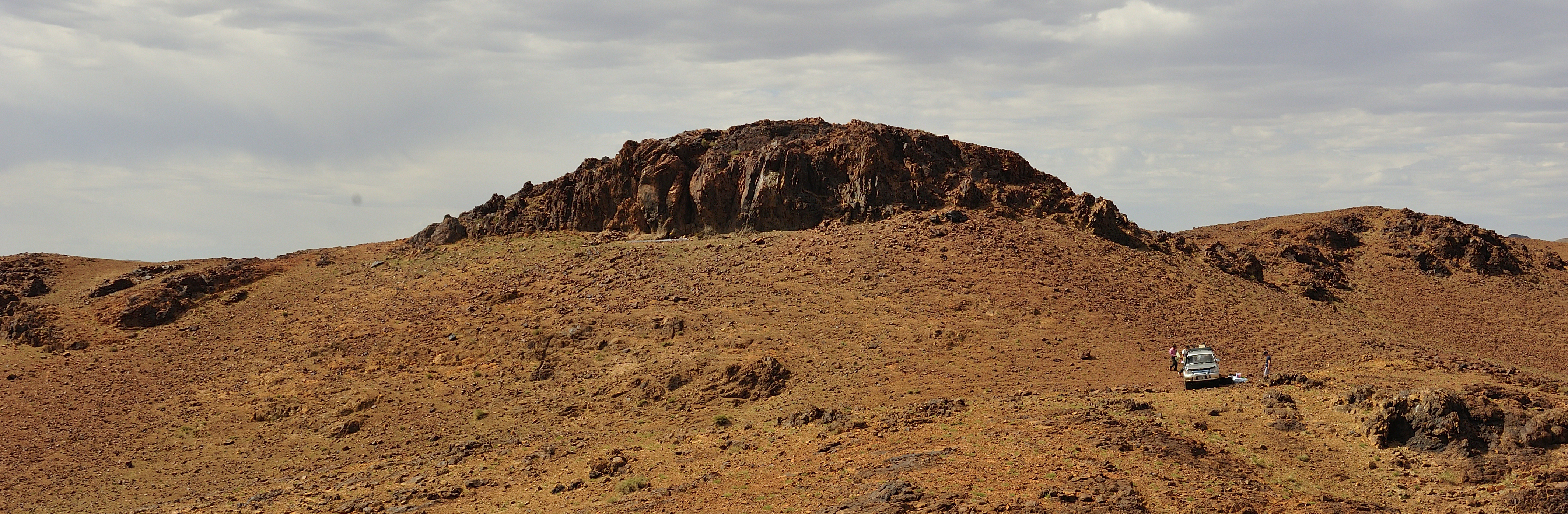
Vách đá khắc bài minh cổ trên núi Yên Nhiên

Chiến thắng tại núi Yên Nhiên giúp Đậu Hiến rửa sạch tội danh và được phong Đại tướng quân. Hai năm sau, vào năm 91, Đậu Hiến lại phái tinh binh xuất chinh, cử Hữu hiệu úy Canh Huy, Tư mã Nhâm Thượng, Triệu Bá cùng dẫn quân vượt cửa ải Cư Diên, bao vây Bắc Thiền vu tại núi Kim Vi, đại phá chủ lực quân Bắc Hung Nô. Quân Hán bắt mẹ của Bắc Thiền vu (Di Yết thị), giết hơn 5.000 người, bao gồm nhiều tộc trưởng lớn. Bắc Thiền vu chạy trốn, tung tích không rõ. Quân Hán tiến sâu hơn 5.000 dặm ra ngoài biên giới trước khi khải hoàn, lập kỷ lục về khoảng cách hành quân xa nhất trong lịch sử nhà Hán đối với Hung Nô.

## Ảnh hưởng văn hóa
Các văn bia khắc trên vách đá ở khu đồi Baruun Ilgen phía nam dãy núi Inel (Delgerkhangai) thường được sử dụng để ghi lại những chiến công quân sự trong lịch sử cổ đại Trung Quốc. Trong số đó, bài Phong Yên Nhiên sơn minh là một trong những minh văn nổi tiếng nhất. Bên cạnh cụm từ "Phong Lang Cư Tư" (封狼居胥), cụm từ "Yên Nhiên lặc thạch" (勒石燕然) được coi là một trong những thành tựu cao quý nhất dành của võ tướng Trung Quốc. 
Trong thơ ca cổ đại Trung Quốc, cụm từ "Yên Nhiên" (燕然) thường xuất hiện như một điển cố. Ví dụ, trong bài thơ Tiễn đại phu Tiết hộ biên của Lý Kiệu thời Đường có câu:
伫见燕然上，抽毫颂武功

Mong đến Yên Nhiên ghi đá thắm,

Rút bút đề thơ tụng võ công.

Hay trong bài từ Ngư gia ngạo - Thu tứ của Phạm Trọng Yêm thời Bắc Tống có câu:
浊酒一杯家万里，燕然未勒归无计

Nhà muôn dặm một ly rượu đục, 

Yên Nhiên chưa tạc về sao được.

## Phát hiện

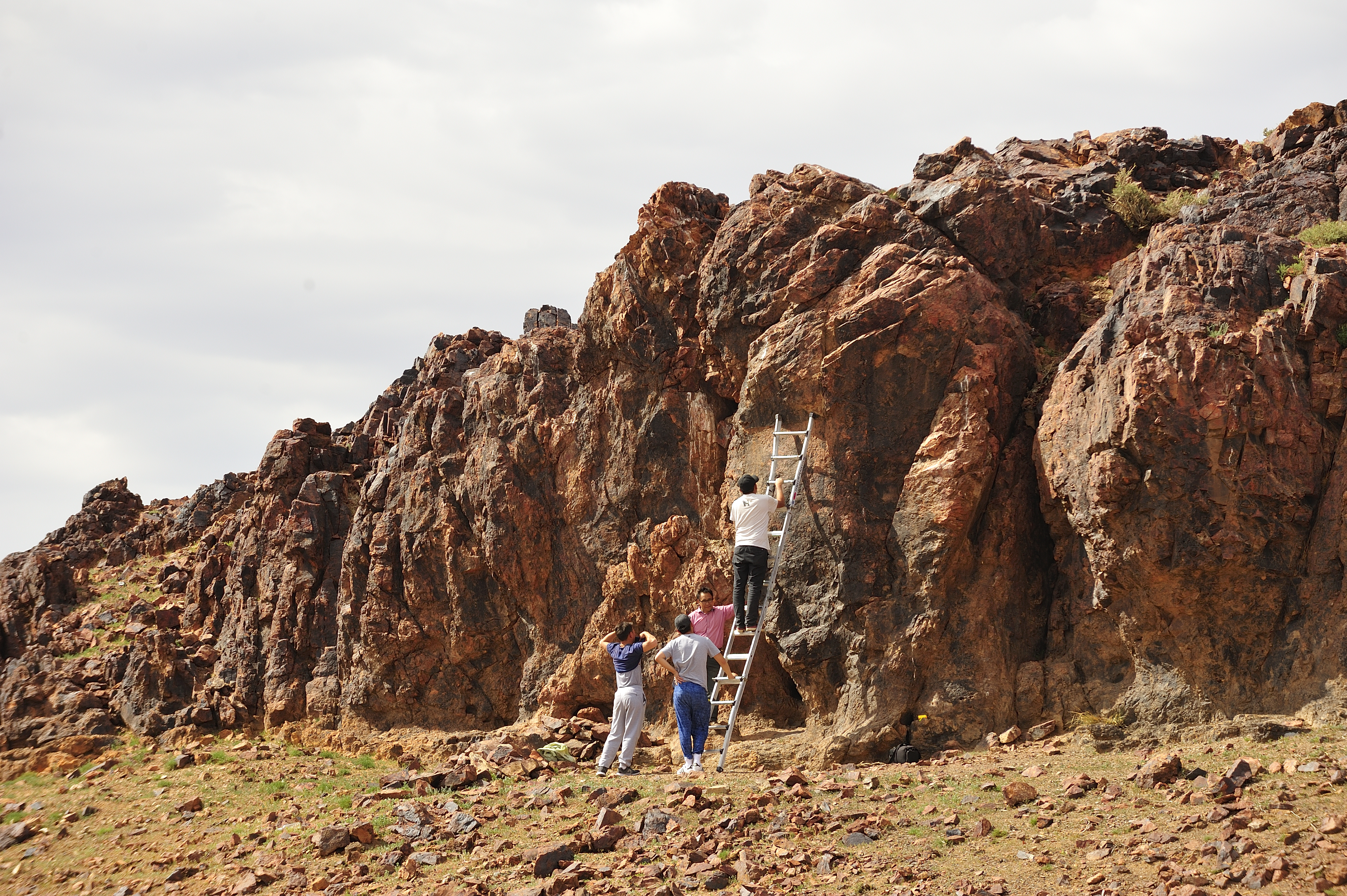
Các nhà nghiên cứu khảo sát thực địa

Vào năm 2001, một bia đá khắc chữ Hán được phát hiện ở dãy núi Khangai thuộc Mông Cổ, nhưng mãi chưa được xác định. Từ ngày 27 tháng 7 đến ngày 1 tháng 8 năm 2017, một đoàn khảo sát liên hợp giữa Trung tâm Nghiên cứu Mông Cổ học của Đại học Nội Mông (Trung Quốc) và Viện Thành Cát Tư Hãn (Mông Cổ) đã thực hiện khảo sát thực địa tại khu vực này. Thành viên phía Trung Quốc gồm Giáo sư Chimeddorji (Tề Mộc Đức Đạo Nhĩ Kỳ), Giám đốc Trung tâm Nghiên cứu Mông Cổ học, cùng Tiến sĩ Cao Kiến Quốc. Phía Mông Cổ gồm Tiến sĩ Battulga, Hiệu trưởng Viện Thành Cát Tư Hãn, nhà sử học Batjargal, cùng đội quay của Đài Truyền hình Quốc gia Mông Cổ.
Qua nhận diện, đoàn khảo sát ban đầu xác định tấm bia đá khắc trên vách núi này chính là Phong Yên Nhiên Sơn minh của Ban Cố. Đây được xem là tấm bia ghi công tại biên giới đầu tiên trong lịch sử Trung Quốc. Bài minh được viết bằng chữ lệ thời Hán, khắc trên một phiến đá nhô ra phía tây nam của một nhánh núi Khangai thuộc địa phận huyện Delgerkhangai, tỉnh Dundgovi, Mông Cổ. Ngọn núi này được người địa phương gọi là Inil Hairhan (cao 1.488 mét). Tấm bia đá có kích thước rộng 1,3 mét, cao khoảng 0,94 mét. Đoàn khảo sát xác định được hơn 220 trên tổng số khoảng 260 chữ Hán khắc trên bia. Vào mùa hè năm 2019, Trung Quốc và Mông Cổ tiến hành đợt khảo sát lần hai. Nhờ sử dụng các công nghệ hiện đại, đoàn khảo sát đã chụp ảnh, quét và nhận diện được tổng cộng 244 chữ khắc trên bia đá.

## Nội dung
Bài minh bắt đầu bằng một đoạn văn dài kể về diễn biến trận chiến và kết thúc bằng năm câu thơ theo phong cách Sở từ.
| 永元元年秋七月，有漢元舅曰車騎將軍竇憲，寅亮聖皇，登翼王室，納于大麓，惟清緝熙。乃與執金吾耿秉，述職巡禦，治兵于朔方。鷹揚之校，螭虎之士，爰該六師，暨南單于，東胡烏桓，西戎氐羌，侯王君長之群，驍騎十萬。元戎輕武，長轂四分，雷輜蔽路，萬有三千餘乘。勒以八陣，蒞以威神，玄甲耀日，朱旗絳天。遂凌高闕，下雞鹿，經磧鹵，絕大漠，斬溫禺以釁鼓，血尸逐以染鍔。然後四校橫徂，星流彗掃，蕭條萬里，野無遺寇。 於是域滅區殫，反旆而旋，考傳驗圖，窮覽其山川。遂踰涿邪，跨安侯，乘燕然，躡冒頓之區落，焚老上之龍庭。將上以攄高文之宿憤，光祖宗之玄靈；下以安固後嗣，恢拓境宇，振大漢之天聲。茲可謂一勞而久逸。暫費而永寧也。乃遂封山刊石，昭銘盛德。其辭曰： 鑠王師兮征荒裔， 勦凶虐兮截海外， 敻其邈兮亙地界， 封神丘兮建隆嵑， 熙帝載兮振萬世。 | Năm Vĩnh Nguyên năm thứ nhất, tháng bảy, có Đậu Hiến, cháu ngoại của Hán đế, giữ chức Xa kỵ tướng quân, tuân theo mệnh lệnh của Thánh hoàng, dốc lòng phò tá triều đình, đem quân chấn chỉnh phương Bắc. Cùng Kim ngô úy Canh Bỉnh dẫn quân đi tuần tra và bố phòng, lập doanh tại Sóc Phương. Dưới quyền chỉ huy của ông là các chiến binh oai hùng như chim ưng, hổ báo, cùng sáu đạo quân lớn. Đồng hành còn có Nam Thiền vu, Đông Hồ Ô Hoàn, Tây Khương Đê tộc, cùng các tộc trưởng và chư hầu. Tổng cộng lực lượng lên đến mười vạn kỵ binh dũng mãnh. Đại quân chia làm bốn đạo, xe quân dài dằng dặc, khí thế lẫm liệt. Hơn một vạn cỗ xe chiến được tổ chức thành tám trận pháp, chỉ huy bởi uy linh và thần khí. Giáp đen tỏa sáng dưới ánh mặt trời, cờ đỏ nhuộm cả bầu trời thẫm sắc. Đại quân vượt ải Cao Khuyết, tiến đến Kê Lộc, đi qua sa mạc và vùng cát mặn, chém đầu Ôn Ngu để tế trống, máu địch vấy kiếm, truy quét sạch sẽ kẻ thù. Sau đó, bốn cánh quân hành động như sao băng quét đất, đi tới đâu dẹp sạch giặc tới đó. Muôn dặm biên thùy trở nên thanh bình, không còn bóng dáng quân địch. Sau khi tiêu diệt kẻ thù, quân đội quay trở về, rà soát bản đồ, khảo sát kỹ lưỡng núi sông. Họ vượt qua núi Trác Tà, đi qua núi An Hầu, tiến tới núi Yên Nhiên, đặt chân lên vùng đất từng thuộc Mặc Đốn, thiêu rụi Long đình của kẻ địch. Mục đích không chỉ để giải tỏa nỗi hận cũ, làm rạng danh tổ tông, mà còn để củng cố hậu thế, mở rộng lãnh thổ, và khẳng định uy thế của Đại Hán. Đây có thể gọi là "một trận chiến để muôn đời hưởng thái bình" và "một công lao tạm thời nhưng để lại nền hòa bình vĩnh cửu." Lời minh khắc: Vương sư chiếu sáng chốn biên cương, Phạt hung, cắt bể, dẹp tai ương, Xa xa đất rộng trải muôn dặm, Phong núi thần thiêng, dựng nghiệp vương, Đế vận rạng ngời lưu muôn thuở. |
| | |

## Cước chú
1. ↑  "Phong Lang Cư Tư" (封狼居胥): năm 119 TCN (niên hiệu Nguyên Thú thứ 4 đời Hán Vũ Đế) Hoắc Khứ Bệnh viễn chinh Hung Nô, giết hơn 7 vạn quân địch, phong núi Lang Cư Tư rồi quay về. "Phong Lang Cư Tư" nguyên chỉ việc Hoắc Khứ Bệnh lên núi Lang Cư Tư đắp đàn tế trời để cáo thành công, sau dùng để chỉ việc kiến lập võ công hiển hách. Về sau "phong Lang Cư Tư" trở thành một trong những vinh dự tối cao của võ tướng dân tộc Hán.